# Lepidasthenia elegans
Lepidasthenia elegans är en ringmaskart som först beskrevs av Grube 1840.  Lepidasthenia elegans ingår i släktet Lepidasthenia och familjen Polynoidae. Inga underarter finns listade i Catalogue of Life.